# Hideyuki Tanaka
Hideyuki Tanaka (田中 秀幸?, Tanaka Hideyuki; Tokyo, 12 novembre 1950) è un attore e doppiatore giapponese.
Si è diplomato alla Toho Gakuen School of Music.

## Doppiaggio

### Anime
- Angel Heart (Hideyuki Makimura)
- Akagi (Ichikawa)
- Astro Boy (serie animata 2003) (Blue Knight)
- Black Jack (Akira)
- Bleach (Shawlong Koufang, BG9)
- Holly e Benji (Roberto Hongo)
- Card Captor Sakura (Fujitaka Kinomoto)
- City Hunter (Hideyuki Makimura)
- Classe di ferro (Jaki Daigōin)
- Seikai no monshō (Rock Lynn)
- Dai - La grande avventura (Avan, Narratore)
- Dancougar (Alan Igor)
- PPG Z (sindaco)
- Detective Conan (Yusaku Kudo)
- Dragon Ball Super (Damom)
- Digimon: X Evolution (Omegamon)
- Dokaben (Tarou Yamada)
- Doraemon (padre di Suneo [terza voce])
- Dr. Slump & Arale (Toriyama (umano), Scoop)
- F-Zero Falcon Densetsu (Captain Falcon/Bart Lemming)
- Conan il ragazzo del futuro (Luke, Cheet)
- Gaiking (Sakon)
- Get Backers (Sarai Kagenuma)
- Ginga: Nagareboshi Gin (Ben)
- Gokinjo Monogatari (Hiroaki Tokumori)
- Hellsing (Enrico Maxwell)
- High School! Kimengumi (Sakugo Jidai)
- I Cavalieri dello zodiaco (Ioria, Narratore)
- Ken il guerriero (Falco)
- Kinnikuman (Terryman, Springman, Planetman)
- Kiteretsu Daihyakka (Eitarou Kite)
- Lamù (Kakashi no Sanshirou)
- Magic Knight Rayearth (Rayearth)
- Maison Ikkoku (Souichirou Otonashi)
- Maple Town - Un nido di simpatia (Papa)
- Marmalade Boy (Jin Koishikawa)
- Milly, un giorno dopo l'altro (George Russell)
- Mobile Suit Gundam (Woody Malden)
- Moeru! Oniisan (Narratore)
- Monster (Wolfgang Grimmer)
- Nana (Takashi Asano)
- Nightwalker (Cain)
- Nils no Fushigi na Tabi (Gunnar)
- Ninja Scroll: The Series (Mufu)
- Nono-chan (Takashi Yamada)
- One Piece (Donquijote Do Flamingo ep 207+)
- Pluto (Brau-1589)
- Ranma ½ (Torajirou Higuma)
- Sengoku Majin GoShogun (Killy Gagler)
- Shaman King (serie animata 2021) (Matamune)
- Slam Dunk (Kiminobu Kogure, Narratore)
- Space Battleship Yamato III (Ryuusuke Damon)
- Densetsu kyojin Ideon (Bes Jordan)
- Super Robot Wars Original Generation: Divine Wars (Gilliam Yeager)
- Tantei gakuen Q (Dan Morihiko)
- Touch (Eijirou Kashiwaba)
- Transformers: Victory (Starsaber)
- Uomo Tigre II (Saiga)

### OAV
- Il cuneo dell'amore (Katze)
- Angelique (Clavis)
- Carol: A Day in a Girl's Life (Rymon Douglas)
- The Deep Blue Fleet (Issei Maebara)
- Guyver (Agito Makishima)
- Kamen Rider SD (Kamen Rider 1)
- Legend of the Galactic Heroes (Jean Robert Lap)
- Gundam 0083: Stardust Memory (Green Wyatt)
- Prefectural Earth Defense Force (Toshiyuki Roberi)
- Rayearth (Lexus, Narratore)
- Record of Lodoss War (Slayn)
- RG Veda (Ashura-Ou)
- Riding Bean (Bean Bandit)
- Super Robot Wars Original Generation: The Animation (Gilliam Yeager)
- Transformers: Zone (Victory Saber)
- Ys II (Keath)

### Film d'animazione
- City Hunter The Movie: Angel Dust (Hideyuki Makimura)
- Detective Conan: Il fantasma di Baker Street (Yusaku Kudo, Sherlock Holmes)
- Five Star Stories (Balanche)
- One Piece - Avventura all'Isola Spirale (Pin Joker)
- Paprika - Sognando un sogno (presidente)
- Baldios - Il guerriero dello spazio (Jack Oliver)
- Siamo in 11 (Re Mayan Baceska)
- Vampire Hunter D - Bloodlust (D)
- X (Seiichirou Aoki)

### Videogiochi
- Ace Combat: Squadron Leader (Vincent Harling)
- Ace Combat: The Belkan War (Reiner Altman)
- Astro Boy (videogioco 2004) (Blue Knight)
- Bravely Default II (Sir Sloan)
- Fist of the North Star: Ken's Rage 2 (Ryuken, Narratore)
- Graffiti Kingdom (Tutore)
- JoJo's Bizarre Adventure: Phantom Blood (Jonathan Joestar)
- Metal Gear Solid (Hal "Otacon" Emmerich)
- Metal Gear Solid 2: Sons of Liberty (Hal "Otacon" Emmerich)
- Metal Gear Solid: Digital Graphic Novel (Hal "Otacon" Emmerich)
- Metal Gear Solid 4: Guns of the Patriots (Hal "Otacon" Emmerich, Jonathan)
- Metal Gear Solid: Peace Walker (Huey Emmerich)
- Metal Gear Solid V: Ground Zeroes (Huey Emmerich)
- Metal Gear Solid V: The Phantom Pain (Huey Emmerich)
- One Piece: Unlimited Cruise 2 (Donquijote Doflamingo)
- One Piece: Unlimited World Red (Donquijote Doflamingo)
- One Piece: Pirate Warriors 3 (Donquijote Doflamingo)
- One Piece: Burning Blood (Donquijote Doflamingo)
- One Piece Grand Cruise (Donquijote Doflamingo)
- One Piece: Pirate Warriors 4 (Donquijote Doflamingo)
- One Piece Odyssey (Donquijote Doflamingo)
- Policenauts (Jonathan Ingram)
- Shadow Hearts (Jinpachiro Hyuga)
- Shaman King: Soul Fight (Matamune)
- Shaman King: Funbari Spirits (Matamune)
- Super Smash Bros. Brawl (Hal "Otacon" Emmerich)
- Tales of Symphonia (Yggdrasill)
- Tales of Hearts R (Tekuta)
- Tales of the Rays (Yggdrasill)
- Valkyria Chronicles III (Gennaro Borgia)
- Xenogears (Citan Uzuki)
- Xenosaga Episode I: Der Wille zur Macht (Jin Uzuki)
- Xenosaga Episode II: Jenseits von Gut und Bose (Jin Uzuki)
- Xenosaga Episode III: Also Sprach Zarathustra (Jin Uzuki)
- Xenoblade Chronicles X (Voce avatar maschile)
- Yakuza 4 (Satoshi Hisai)
- Ys: Memories of Celceta (Eldeel)

### Altre serie animate
- Scuola di polizia (Capt. Thaddeus Harris)